# Subir y bajar
|  |

El aguafuerte Subir y bajar es un grabado de la serie Los Caprichos del pintor español Francisco de Goya. Está numerado con el número 56 en la serie de 80 estampas. Se publicó en 1799.

## Interpretaciones de la estampa
Existen varios manuscritos contemporáneos que explican las láminas de los Caprichos. El que se encuentra en el Museo del Prado se tiene como autógrafo de Goya, pero parece más bien despistar y buscar un significado moralizante que encubra significados más arriesgados para el autor. Otros dos, el que perteneció a Ayala y el que se encuentra en la Biblioteca Nacional, realzan la parte más escabrosa de las láminas.
- Explicación de esta estampa del manuscrito del Museo del Prado: La fortuna trata muy mal a quien la obsequia. Paga con humo la fatiga de subir y al que ha subido le castiga con precipitarle.[2]

- Manuscrito de Ayala: Príncipe de la Paz. La lujuria le eleva por los pies; se le llena la cabeza de humo y viento, y despide rayos contra sus émulos...[2]

- Manuscrito de la Biblioteca Nacional: El Príncipe de la Paz levantado por la lujuria, y con la cabeza llena de humo, vibra rayos contra los buenos ministros. Caen estos y rueda la bola; que es la historia de los favoritos.[2]